# Austrolimnius curtulus
Austrolimnius curtulus is een keversoort uit de familie beekkevers (Elmidae). De wetenschappelijke naam van de soort werd in 1882 gepubliceerd door David Sharp.